# Kościół św. Rocha w Wieszczyczynie
Kościół świętego Rocha w Wieszczyczynie – rzymskokatolicki kościół parafialny należący do parafii pod tym samym wezwaniem (dekanat śremski archidiecezji poznańskiej).
Jest to świątynia wzniesiona w stylu neorenesansowym w 1908 roku. Charakteryzuje się wysoką wieżą zwieńczoną dachem hełmowym z dwoma dzwonami odlanymi w 1681 roku. Nazwiska budowniczych świątyni nie są znane. We wnętrzu kościoła znajdują się między innymi sztukaterie w stylu neobarokowym. Nawy boczne nakryte są sklepieniami krzyżowymi, z kolei na skrzyżowaniu naw jest umieszczona kopuła. W zachodniej części kościoła jest usytuowana kwadratowa kruchta, natomiast powyżej jest umieszczona czterokondygnacyjna wieża w stylu neobarokowym. Okna świątyni ozdobione są witrażami przedstawiającymi sceny Narodzenia Pana Jezusa i Ukrzyżowania Chrystusa. W prezbiterium w oknach po bokach ołtarza głównego znajduje się witraż Serca Matki Boskiej i Serca Pana Jezusa, z kolei w części przed prezbiterium na ścianie po prawej stronie jest umieszczony obraz św. Rocha namalowany w połowie XIX wieku zachowany z poprzedniej drewnianej świątyni z 1404 roku, która spłonęła w dniu 30 marca 1906 roku.
W kościele jak i na zewnątrz znajduje się kilka pamiątkowych tablic, a na przyległym terenie Pomnik św. Rocha